# Jarama 1000 km
Jarama 1000 km är en långdistanstävling för sportvagnar som körs på Circuito del Jarama utanför Madrid i Spanien.

## Historia
Från 1967 hölls nationella sportvagnstävlingar på Jarama. I början av 1970-talet blev tävlingen en del av sportvagns-EM för tvålitersvagnar. Senare har tävlingen ingått i olika mästerskap, som sportvagns-VM, BPR Global GT Series och Le Mans Series.

## Vinnare
| År        | Förare                                                 | Bil                    | Distans        | Mästerskap                                      |                |
| --------- | ------------------------------------------------------ | ---------------------- | -------------- | ----------------------------------------------- | -------------- |
| 1967      | Alex Soler-Roig                                        | Porsche 906            | 100 km         |                                                 |                |
| 1968      | Ingen tävling                                          | Ingen tävling          | Ingen tävling  | Ingen tävling                                   | Ingen tävling  |
| 1969      | Jochen Rindt Alex Soler-Roig                           | Porsche 908            | 6 timmar       |                                                 |                |
| 1970      | Alex Soler-Roig Jürgen Neuhaus                         | Porsche 908            | 6 timmar       |                                                 |                |
| 1971      | Joakim Bonnier                                         | Lola T212-Ford         | 2 timmar       | Sportvagns-EM                                   |                |
| 1972      | Derek Bell                                             | Abarth Osella SE-021   | 2 timmar       | Sportvagns-EM                                   |                |
| 1973      | Ingen tävling                                          | Ingen tävling          | Ingen tävling  | Ingen tävling                                   | Ingen tävling  |
| 1974      | Jean-Pierre Jabouille                                  | Alpine A441 -Renault   | 2 timmar       | Sportvagns-EM                                   |                |
| 1975      | Tim Schenken                                           | Porsche Carrera RSR    | 200 km         | GT-EM                                           |                |
| 1976-1986 | Inga tävlingar                                         | Inga tävlingar         | Inga tävlingar | Inga tävlingar                                  | Inga tävlingar |
| 1987      | Jan Lammers John Watson                                | Jaguar XJR-8           | 360 km         | Sportvagns-VM                                   |                |
| 1988      | Eddie Cheever Martin Brundle                           | Jaguar XJR-9           | 360 km         | Sportvagns-VM                                   |                |
| 1989      | Jochen Mass Jean-Louis Schlesser                       | Sauber C9              | 480 km         | Sportvagns-VM                                   |                |
| 1990-1993 | Inga tävlingar                                         | Inga tävlingar         | Inga tävlingar | Inga tävlingar                                  | Inga tävlingar |
| 1994      | Jesús Pareja Jean-Pierre Jarier Dominique Dupuy        | Porsche 911 Turbo S LM | 4 timmar       | BPR Global GT Series                            |                |
| 1995      | Ray Bellm Maurizio Sandro Sala                         | McLaren F1 GTR         | 4 timmar       | BPR Global GT Series                            |                |
| 1996      | Ray Bellm James Weaver                                 | McLaren F1 GTR         | 4 timmar       | BPR Global GT Series                            |                |
| 1997      | Didier Cottaz Jérôme Policand                          | Courage C41-Porsche    | 2 timmar       | International Sports Racing Series              |                |
| 1998      | Thomas Bscher Geoff Lees                               | McLaren F1 GTR         | 2,5 timmar     | GTR Euroseries                                  |                |
| 1999-2000 | Inga tävlingar                                         | Inga tävlingar         | Inga tävlingar | Inga tävlingar                                  | Inga tävlingar |
| 2001      | Tom Kristensen Rinaldo Capello                         | Audi R8                | 2,75 timmar    | American Le Mans Series European Le Mans Series |                |
| 2002-2005 | Inga tävlingar                                         | Inga tävlingar         | Inga tävlingar | Inga tävlingar                                  | Inga tävlingar |
| 2006      | Emmanuel Collard Jean-Christophe Boullion Didier André | Pescarolo C60-Judd     | 1000 km        | Le Mans Series                                  |                |